# José Carlos do Valle
José Carlos do Valle (Rio de Janeiro, 4 de junho de 1940) é um médico brasileiro.
Foi eleito membro da Academia Nacional de Medicina em 2005, ocupando a Cadeira 13, da qual Benjamim Antonio da Rocha Faria é o patrono.